# Pantheon (Wörlitz)

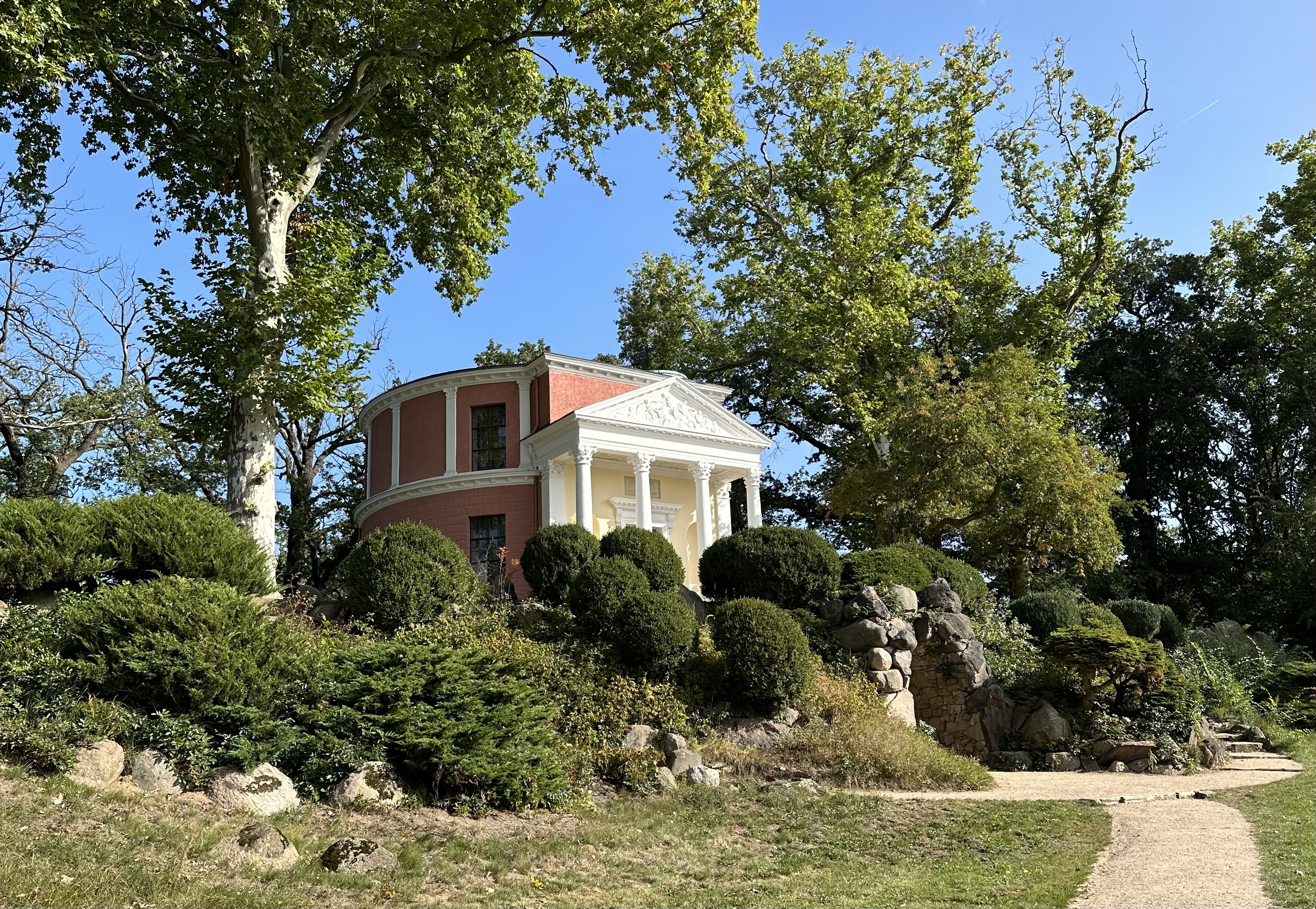
Pantheon, Blick von Westen, 2023

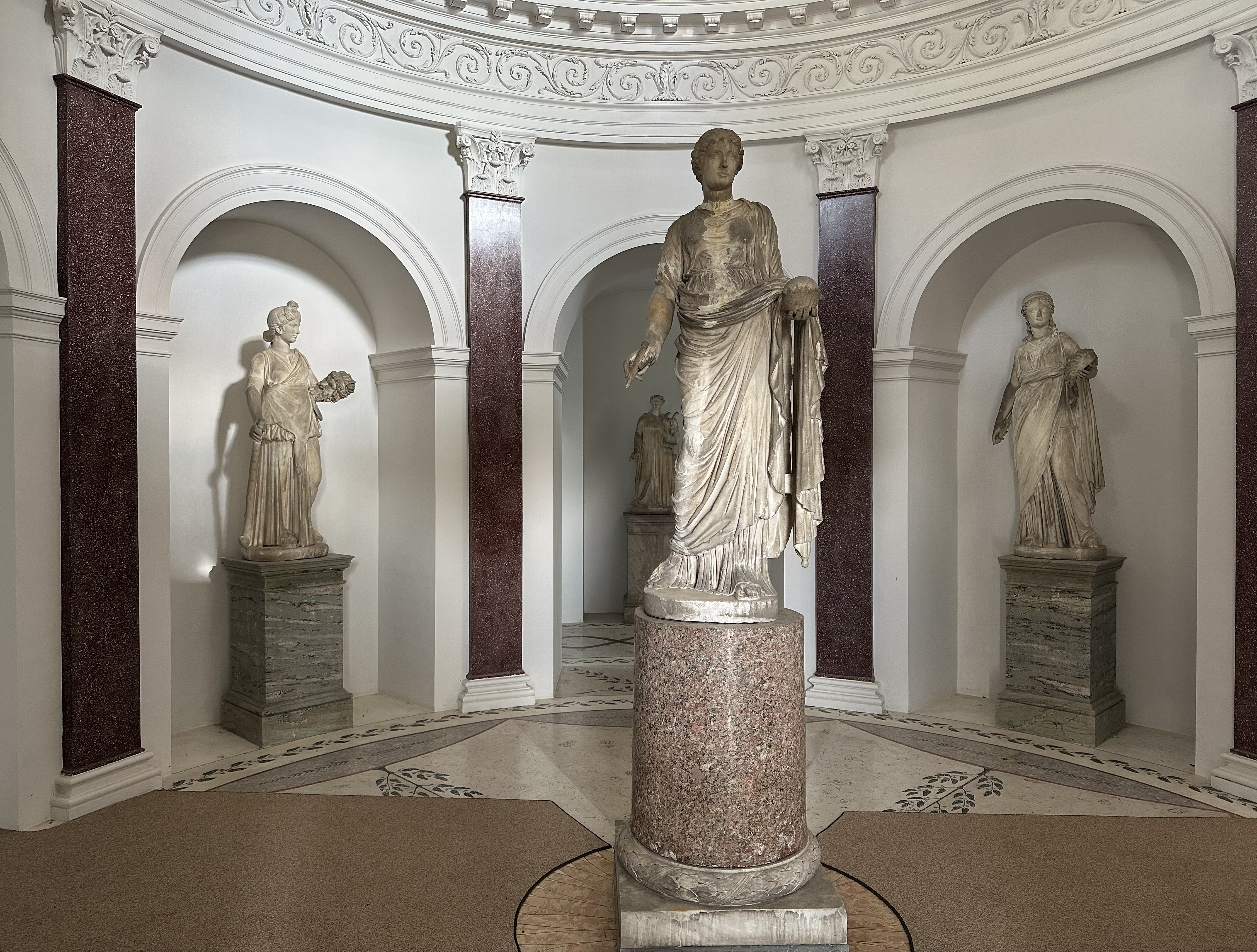
Innenraum

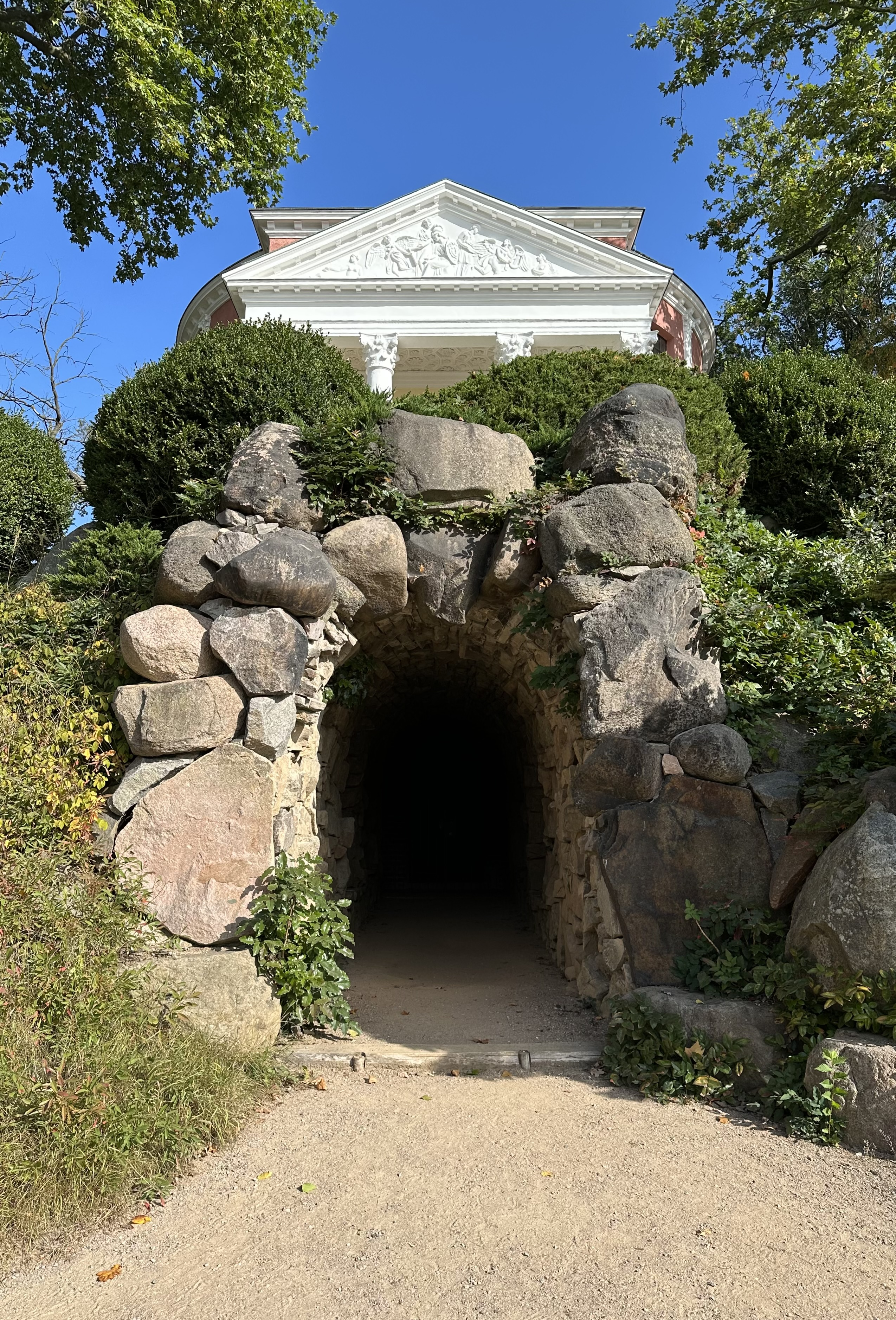
Untergeschoss

Das Pantheon ist ein denkmalgeschütztes Gartenbauwerk im Wörlitzer Park in Oranienbaum-Wörlitz in Sachsen-Anhalt.

## Lage
Das Bauwerk befindet sich in den Neuen Anlagen im nordöstlichen Teil des Wörlitzer Parks und ist in den die nördliche Begrenzung des Parks bildenden Elbdeich hineingebaut. Südlich erstreckt sich das Große Walloch. Der Standort entsprach typischen frühklassizistischen Motiven von Bauwerken in einer idealen Landschaft. Vom Gebäude aus ergeben sich diverse Sichtachsen durch den Park.

## Architektur und Geschichte
Das Pantheon entstand in der Zeit von 1794 bis 1797 nach einem Entwurf von Friedrich Wilhelm von Erdmannsdorff und Fürst Franz. Es war bereits im Ursprung als Museum vorgesehen und inschriftlich DEN FREUNDEN VON KUNST UND NATUR GEWIDMET.
Das Gebäude ruht auf einem aus Feldsteinen errichteten Untergeschoss. Darüber befindet sich ein zweigeschossiges, aus Ziegeln errichtetes Bauwerk. Es wird von einer zweischaligen Kuppel bekrönt. Die nach Süden weisende Front ist mit einem korinthischen Säulenportikus gestaltet. Im Giebelfeld befindet sich eine Darstellung eines Wettstreits von Musen und Sirenen. Sie wurde von F. Hunold nach einer Gipsvorlage von Friedrich Wilhelm Eugen Döll geschaffen.
Das Sockelgeschoss ist in seinem Inneren der ägyptischen Kunst gewidmet. im darüber befindlichen zentralen Raum wurde ein wichtiger Teil der fürstlichen Antikensammlung untergebracht. 
Im Denkmalverzeichnis des Landes Sachsen-Anhalt ist das Gartenbauwerk unter der Erfassungsnummer 094 40509 001 002 als Teilobjekt des Baudenkmals Wörlitzer Park eingetragen.